# غيريلا برو ريسلينغ
غيريلا برو ريسلينغ (بالإنجليزية: Pro Wrestling Guerrilla)‏ هي حلبة مصارعة محترفة مستقلة تأسست عام 2003، مقرها في كاليفورنيا الجنوبية في الولايات المتحدة.

## وصلات خارجية
- الموقع الرسمي